# Gran Alianza
La Gran Alianza, conocida antes de 1689 con el nombre de Liga de Augsburgo, fue una alianza fundada en el año de 1686. La coalición estuvo formada (en distintos momentos) por: España, Austria, Baviera, Brandeburgo, el Sacro Imperio Romano Germánico, Inglaterra, el Palatinado, Portugal, Sajonia, Suecia y las Provincias Unidas. El cambio de nombre de la alianza de la Liga de Habsburgo a Gran Alianza lo produjo la adhesión de Inglaterra en el año 1689.
La Liga fue formada oficialmente por el Emperador Leopoldo I. El objetivo de la alianza era defender el Palatinado de la presión francesa. Más tarde, la Gran Alianza lucharía en la Guerra de los Nueve Años contra Francia entre 1688 y 1697.
Esta Alianza fue renovada en 1701 con la firma del tratado de La Haya, pasándose a llamar la Segunda Gran Alianza o la Liga de La Haya. De esta manera quedaría consolidado el bando austriaco de la Guerra de Sucesión Española, partidarios del reinado del Archiduque Carlos de Austria en la Corona Hispánica.